# Iteroloba bipinnatisecta
 Iteroloba bipinnatisecta   (Ludlow ex Grierson) G.L.Nesom, 2020  è una specie di piante angiosperme dicotiledoni della famiglia delle Asteraceae, sottofamiglia Asteroideae, tribù Astereae (Aster lineage) e sottotribù Asterinae.  Iteroloba bipinnatisecta è anche l'unica specie del genere  Iteroloba   G.L.Nesom, 2020.

## Etimologia
Il nome generico (Iteroloba) deriva dal greco "iteron", che significa "due volte", e "lobos", che significa "lobo". Il nome si riferisce alla forma delle foglie, che sono biforcate due volte. L'epiteto specifico ( bipinnatisecta) deriva dal latino "bis", che significa "due volte", e "pinnatus", che significa "pennato". Il nome si riferisce alla forma delle foglie, che sono biforcate due volte.
Il nome scientifico della specie è stato definito dai botanici Frank Ludlow (1885-1972), Andrew John Charles Grierson (1929-1990) e Guy L. Nesom (1945-)  nella pubblicazione " Phytoneuron. Digital Publications in Plant Biology" (Phytoneuron 2020-64: 7) del 2020. Il nome scientifico del genere è stato definito nella stessa pubblicazione.

## Descrizione
Portamento. La specie di questa voce ha un habitus di tipo erbaceo perenne con portamenti bassi. Tutta la pianta è scarsamente ma prominentemente villosa con peli bianchi sciolti lunghi 1 – 2 mm (non sono ghiandolari).
Fusto. La parte aerea in genere è eretta, semplice o ramosa. La radice è a fittone, spesso e legnoso. Altezza media: 2 - 8 cm.
Foglie. Le foglie in genere sono disposte in modo alternato, picciolate o sessili. Si distinguono in basali (possono formare una rosetta basale) e in cauline (in genere di minori dimensioni). La lamina è bi-pennatosetta con 3 - 5 paia di lobi, ciascuno con 3 - 8 paia di segmenti secondari lineari con punta apiculata lunghi 1 - 3 cm. Sulla superficie possono essere presenti dei punti ghiandolari.
Infiorescenza. Le sinflorescenze sono scapose (capolini solitari) su steli frondosi. Le infiorescenze vere e proprie sono composte da un capolino terminale peduncolato di tipo radiato con fiori eterogami. I capolini sono formati da un involucro, con forme da cilindriche a campanulate, composto da diverse brattee, al cui interno un ricettacolo fa da base ai fiori di due tipi: fiori del raggio e fiori del disco. Le brattee, con forme da lineari-oblunghe a lineari-oblanceolate o -lanceolate e a consistenza erbacea, sono disposte in modo più o meno embricato su 2 - 3 serie. Il ricettacolo in genere è nudo ossia senza pagliette a protezione della base dei fiori; la forma è piatta o da convessa a conica. Larghezza degli involucri: 12 - 15 mm.
Fiori.  I fiori sono tetra-ciclici (formati cioè da 4 verticilli: calice – corolla – androceo – gineceo) e pentameri (calice e corolla formati da 5 elementi). Si distinguono in:
- fiori del raggio (esterni) da 20 a 35 per capolino: sono femminili e sono disposti su una sola serie; la forma è lungamente ligulata terminante con alcuni denti; lunghezza del tubo: 13 - 15 mm (2 mm di larghezza);
- fiori del disco (centrali): sono più numerosi con forme tubulose terminanti con dei lobi deltato-triangolari, lunghi 1 mm; sono ermafroditi; le corolle sono strettamente imbutiformi-tubolari, lunghe 5,5 – 6 mm.

- Formula fiorale:

*/x K {\displaystyle \infty }, [C (5), A (5)], G 2 (infero), achenio
- Calice: i sepali del calice sono ridotti ad una coroncina di squame.

- Corolla: i colori della corolla sono giallo, malva molto pallido e viola pallido con una sfumatura grigia.

- Androceo: l'androceo è formato da 5 stami sorretti da filamenti generalmente liberi; gli stami sono connati e formano un manicotto circondante lo stilo; le teche (produttrici del polline) alla base sono troncate e sono lievemente auricolate (molto raramente sono speronate o hanno una coda); le appendici apicali delle antere hanno delle forme piatte e lanceolate; il tessuto endoteciale (rivestimento interno dell'antera) è quasi sempre polarizzato (con due superfici distinte: una verso l'esterno e una verso l'interno). Il polline è sferico con un diametro medio di circa 25 micron;  è tricolporato (con tre aperture sia di tipo a fessura che tipo isodiametrica o poro) ed è echinato (con punte sporgenti).[10][13]

- Gineceo: l'ovario è infero uniloculare formato da 2 carpelli.[6] Lo stilo (il recettore del polline) è profondamente bifido (con due stigmi divergenti) e con le linee stigmatiche marginali separate.[14] I due bracci dello stilo hanno una forma da lanceolata a deltoide e possono essere papillosi o ricoperti da ciuffi di peli. Lo stilo dei fiori del raggio è supinato.

Frutti. I frutti sono degli acheni con pappo; in alcune specie è presente un certo dimorfismo (gli acheni dei fiori del raggio differiscono dagli acheni dei fiori del disco);
- achenio: gli acheni, con forme obovate, sono lateralmente compressi con due nervature laterali; la superficie normalmente è cosparsa da setole, qualche volta ghiandolose; la parete dell'achenio è formata da celle contenenti rafidi ma prive di fitomelanina; il carpoforo normalmente è anulare; le setole con punte a forma di ancora non sono presenti; lunghezza degli acheni: 1,5 mm;
- pappo: il pappo è formato da 2 serie di setole finemente barbate o (più raramente) piumose lunghe 1 mm; le setole sono persistenti; esternamente alle serie di setole può essere presente una coroncina di scaglie.[10]

## Biologia
Impollinazione: tramite insetti (impollinazione entomogama tramite farfalle diurne e notturne).

Riproduzione: la fecondazione avviene fondamentalmente tramite l'impollinazione dei fiori.

Dispersione: i semi cadono a terra e vengono dispersi soprattutto da insetti come formiche (disseminazione mirmecoria). Un altro tipo di dispersione è zoocoria: gli uncini delle brattee dell'involucro (se presenti) si agganciano ai peli degli animali di passaggio che portano così i semi anche su lunghe distanze. Inoltre per merito del pappo il vento può trasportare i semi anche per alcuni chilometri (disseminazione anemocora).

## Distribuzione e habitat
La specie di questa voce è distribuita in Tibet.

## Sistematica
La famiglia di appartenenza di questa voce (Asteraceae o Compositae, nomen conservandum) probabilmente originaria del Sud America, è la più numerosa del mondo vegetale, comprende oltre 23.000 specie distribuite su 1.535 generi, oppure 22.750 specie e 1.530 generi secondo altre fonti (una delle checklist più aggiornata elenca fino a 1.679 generi). La famiglia attualmente (2021) è divisa in 16 sottofamiglie; la sottofamiglia Asteroideae è una di queste e rappresenta l'evoluzione più recente di tutta la famiglia.

### Filogenesi
Il genere della specie di questa voce è descritto nella sottotribù Asterinae, una delle quasi 40 sottotribù della tribù Astereae. In base alle ultime ricerche nella tribù sono stati individuati (provvisoriamente) 5 principali lignaggi:
- Basal grade: include alcuni generi isolati, il gruppo "South American-Oceania",  alcune sottotribù africane e il gruppo dei generi legnosi del Madagascar.
- Bellis lineage: comprende le sottotribù eurasiatiche e una sottotribù africana.
- Aster lineage: include i generi asiatici di Asterinae e i principali gruppi dell'Australia e dell'Oceania.
- Baccharis lineage: include alcuni gruppi sudamericani.
- North American lineage: include la vasta gamma di sottotribù del Nordamerica, Messico e alcuni gruppi distribuiti nel Sudamerica.

Il genere  Iteroloba (insieme alla sottotribù Asterinae) è incluso nel Aster lineage i cui caratteri principali sono: la base delle antere sono prive di code e non sono calcarate (speronate); le linee stigmatiche dei bracci dello stilo sono totalmente separate; i due bracci dello stilo hanno una forma breve o allungata da lanceolata a deltoide e possono essere papillosi o ricoperti da ciuffi di peli (all'esterno, mentre all'interno sono glabri). La distribuzione della maggior parte delle specie di questo gruppo è nelle regioni temperate nord e sud.
La sottotribù Asterinae comprende una trentina di generi suddivisi in 4 rami principali:Psychrogeton - Hersileoides - Asterothamnus - Aster. Il genere di questa voce in realtà pur appartenendo al ramo denominato "Psychrogeton branch" non è incluso in nessun sottogruppo e insieme al genere Chlamydites è quindi considerato "Incertae sedis" (per mancanza di campioni molecolari). Il fittone corto, grosso e legnoso di I. bipinnatisecta suggerisce una parentela con il genere Psychrogeton, anch'esso con un fittone legnoso e foglie in rosetta basale (ma non divise).Tuttavia non tutte le checklist si sono aggiornate e mantengono la specie di questa voce come sinonimo di Aster bipinnatisectus  Ludlow ex Grierson .
I caratteri distintivi della specie  Iteroloba bipinnatisecta sono:
- il portamento è basso e perenne;
- la radice basale è corta, spessa e legnosa;
- le foglie basali sono bi-pennatosette;
- le sinflorescenze sono composte da capolini solitari su steli frondosi.